# Oregon (Missouri)
Oregon è un centro abitato (city) degli Stati Uniti d'America e capoluogo della contea di Holt nello Stato del Missouri. La popolazione era di 857 persone al censimento del 2010.

## Storia
Oregon venne progettata nel 1841. Prende il nome dal Territorio dell'Oregon, allora considerato una destinazione privilegiata dei pionieri. In precedenza la città si chiamava Finley.

## Geografia fisica
Oregon è situata a 39°59′12″N 95°08′33″W (39.986632, -95.142501).
Secondo lo United States Census Bureau, ha un'area totale di 1,00 miglia quadrate (2,59 km²).

## Società

### Evoluzione demografica
Secondo il censimento del 2010, c'erano 857 persone.

### Etnie e minoranze straniere
Secondo il censimento del 2010, la composizione etnica della città era formata dal 98,4% di bianchi, lo 0,5% di nativi americani, lo 0,5% di asiatici, e lo 0,7% di due o più etnie. Ispanici o latinos di qualunque razza erano lo 0,2% della popolazione.